# Bruchwald Grötzingen
Der Bruchwald Grötzingen ist ein Teil der Bruchniederungen der Kinzig-Murg-Rinne in Karlsruhe. Er bildet ein 46,9 Hektar (nach anderen Quellen 39 Hektar) großes Landschaftsschutzgebiet.

## Lage und Charakteristik

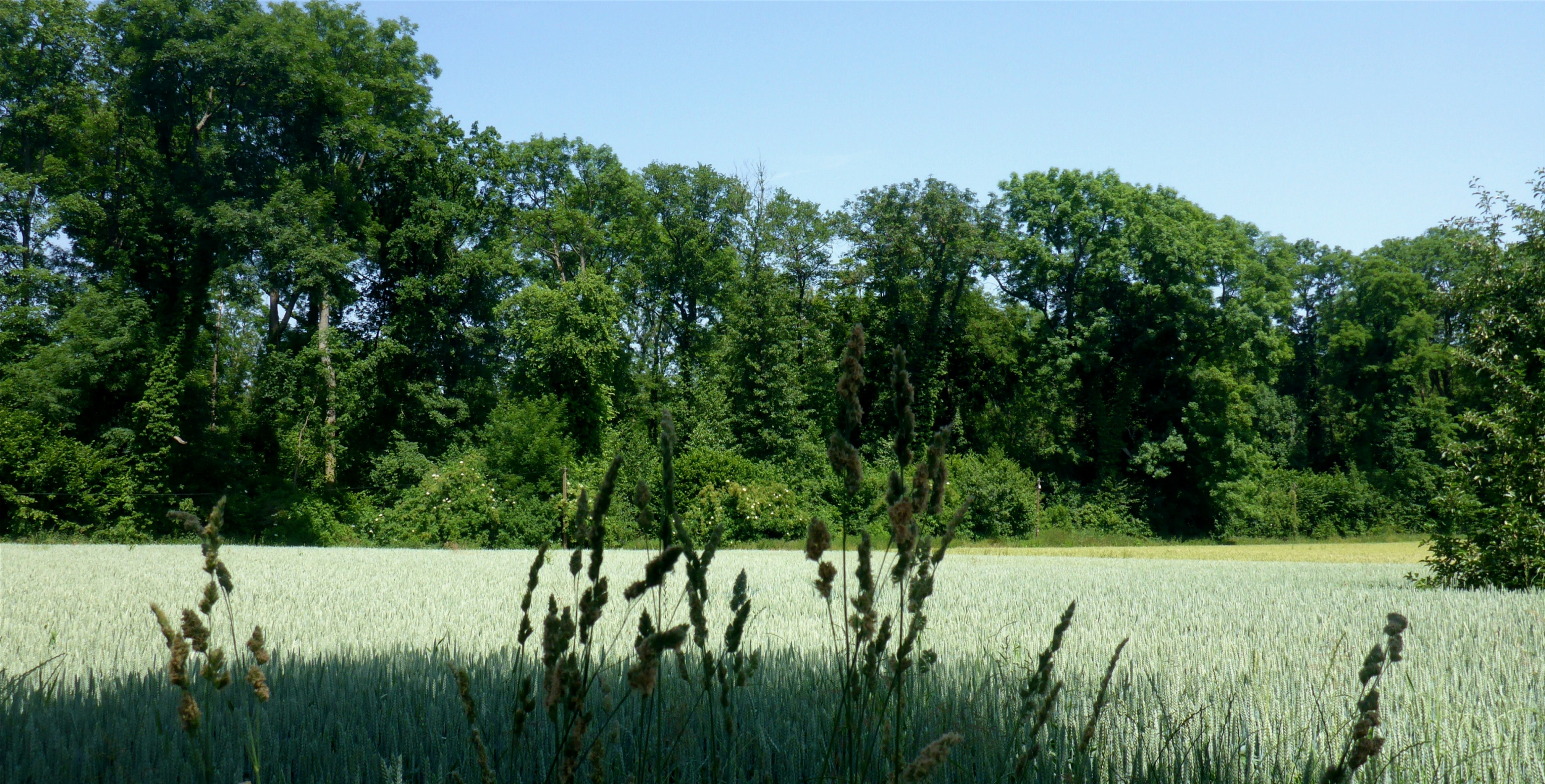
Bruchwald Grötzingen

Das Gebiet zwischen der Bahnstrecke Karlsruhe-Bruchsal (Teil der Badischen Hauptbahn) und der Bundesstraße 3 grenzt an das Naturschutzgebiet Weingartener Moor an und rundet dieses ab. Es umfasst den Südteil des Grötzinger Baggersees mit einer Bademöglichkeit und einem Anglerheim (der Nordteil liegt im Naturschutzgebiet) und die im Süden und Südwesten angrenzenden Waldflächen mit alten Erlen und Eschen. Um den Baggersee führt ein Wanderweg. Die Wasserqualität des Baggersees wird wegen einer im Sommer ausgedehnten sauerstofffreien Tiefwasserzone als bedenklich bezeichnet.

## Toponymie und Geschichte
Der Name des Landschaftsschutzgebiets setzt sich aus der Sachbezeichnung Bruchwald (permanent nasser, zeitweilig auch überstauter, sumpfiger Wald) und der Ortsbezeichnung Grötzingen, einem 1974 eingemeindeten östlichen Stadtteil, zusammen.
Landschaftsschutz besteht seit dem 8. Januar 1962.